# Glaucoma acuto
Il glaucoma acuto è una patologia dovuta a chiusura completa e permanente dell'angolo irido-corneale che determina un aumento improvviso della pressione intraoculare.

## Eziologia
L'angolo irido-corneale è una struttura situata nella camera anteriore dell'occhio, al cui interno si trova il sistema trabecolare deputato al deflusso dell'umor acqueo verso i vasi sanguigni sclerali. La chiusura dell'angolo irido-corneale impedisce l'accesso al sistema trabecolare e quindi il deflusso dell'umor acqueo è ostacolato, con conseguente aumento pressorio intraoculare.
L'eziologia non è certa, ma alla base vi dev'essere una struttura anatomicamente predisposta alla chiusura come un'ipermetropia marcata o uno spostamento anterogrado dell'iride.

## Sintomi
I sintomi oculari sono bulbodinia, calo del visus e comparsa di aloni attorno alle fonti luminose, fotofobia, edema palpebrale, chemosi congiuntivale e midriasi. A questi, si accompagna un'intensa sintomatologia sistemica che comprende nausea, vomito, forte cefalea ingravescente e tachicardia.
La pressione intraoculare, che normalmente non supera i 20 mmHg, raggiunge qui valori molto elevati, anche di 40-50 mmHg.

## Diagnosi
Viene fatta in pronto soccorso misurando la pressione oculare. L'ostruzione dell'angolo si può apprezzare alla gonioscopia e alla tomografia ottica a coerenza di fase (OCT).

## Terapia
La terapia ha lo scopo di determinare una decompressione oculare. Si raggiunge ciò attraverso l'uso di diuretici per via endovenosa (mannitolo), farmaci che rallentano la produzione di umor acqueo (ad esempio i beta-bloccanti, o gli inibitori dell'anidrasi carbonica), e farmaci che provocano miosi.
Si può anche ricorrere a terapia chirurgica effettuando un'iridectomia, ovvero eseguendo un foro alla periferia irideale, per consentire il deflusso dell'umor acqueo. Lo stesso obiettivo può anche essere raggiunto attraverso l'uso del Laser Nd:YAG, in questo caso non si parlerà più di iridectomia, ma di iridotomia.